# Gerrit Pijman
Gerrit Jan Pijman, né le 31 janvier 1750 à Deventer et mort le 9 juin 1839 à Utrecht, est un homme politique néerlandais, plusieurs fois ministre, membre du directoire batave et de la Régence d'État, les différents organes exécutifs de la République batave.

## Biographie
Gerrit Pijman rentre dans l'armée à l'âge de 13 ans comme cadet au régiment Burmania. Il le quitte en 1773 avec le grade de capitaine. Patriote, il participe activement à la Révolution batave et devient colonel de la province d'Overijssel en 1787. Il ne peut opposer qu'une faible résistance aux Prussiens en septembre 1787 et se réfugie à Amsterdam puis s'exile à Paris. Il y fréquente les autres patriotes exilés et les révolutionnaires français.
Il rentre à Amsterdam en 1794 et entre au comité révolutionnaire de la ville, avec Cornelis Krajenhoff ou Rutger Jan Schimmelpenninck. Après l'arrivée des Français, la fuite du stathouder et la proclamation de la République batave, il est nommé commandant de la ville de Zwolle, de février à mars 1795. Pijman retourne à La Haye et intègre le comité général de la Guerre. Le 14 février 1798, après le coup d'État unitariste de Pieter Vreede et Wybo Fijnje, il est nommé ministre de la Guerre. En avril, il établit une convention avec l'ambassadeur français Charles Delacroix pour le maitien et l'entretien de 25 000 soldat français sur le territoire néerlandais. Après un nouveau coup d'État qui chasse les unitaristes le 12 juin 1798, Pijman conserve son ministère et entre au directoire provisoire jusqu'au 14 août. Au début de l'année 1800, le gouvernement batave entre en conflit avec l'ambassadeur français Sémonville et le général Augereau au sujet de l'entretien des troupes françaises. Le 3 mars, il est remplacé par Jacob Jan Cambier et entre au conseil des possessions américaines, chargé de gérer les colonies néerlandaises après la dissolution de la compagnie néerlandaise des Indes occidentales.
Le 1er juin 1801, Gerrit Pijman entre au directoire batave. Mécontent du fonctionnement de la République, il est à l'origine, avec Augustijn Besier, Anthony van Haersolte et l'ambassadeur français Sémonville, d'une réforme constitutionnelle puis d'un coup d'État établissant la Régence d'État le 16 octobre 1801. Son influence a été décisive dans la réussite du coup d'État. Spécialiste des questions militaires depuis 1795, il siège à la section de la Guerre. Il est le premier membre de la régence à être désigner par tirage au sort pour être remplacé. Le 8 juin 1803, il cède donc sa place à Cornelis Bijleveld et redevient immédiatement ministre de la Guerre. Il conserve son poste après le remplacement de la Régence par le grand pensionnat de Schimmelpenninck, qui le nomme lieutenant-général le 26 mars 1806.
Cependant, l'avènement de Louis Bonaparte comme roi de Hollande le 5 juin 1806 entraîne son remplacement au ministère de la Guerre par Henri Damas Bonhomme le 29 juillet 1806. Pijman devient ensuite directeur général des Postes en 1807. En novembre de cette année, il demande sa retraite pour des raisons de santé. 
Pijman publie ses mémoires en 1826.
Son frère, Jan Adolf Pijman, était colonel dans la Grande Armée et meurt pendant la retraite de Russie en 1812.

## Publications
- 1826 : Bijdragen tot de voornaamste gebeurtenissen voorgevallen in de Republiek der Vereenigde Nederlanden 1787-1807

## Titres et décorations
- Commandeur de l'ordre de l'Union, 16 février 1807
- Commandeur de l'ordre de la Réunion, 29 février 1812